# Абитуриентска мисъл
„Абитуриентска мисъл“ е български вестник, излязъл в Неврокоп, България.
Излиза в единствен брой през май 1941 година под редакцията на редакционен комитет от ученици от Неврокопската смесена гимназия. Ръководител Йосиф Йосифов. Печата се в печатница „Графис“. Стои на националистически позиции.